# Cieszanowice (województwo opolskie)
Cieszanowice – wieś w Polsce położona w województwie opolskim, w powiecie nyskim, w gminie Kamiennik.

## Historia
W Księdze uposażeń biskupstwa wrocławskiego (łac. Liber fundationis episcopatus Vratislaviensis) spisanej za czasów biskupa Henryka z Wierzbna w latach 1295–1305 miejscowość wymieniona jest w formie Czessonovitz w szeregu wsi lokowanych na prawie polskim (łac. iure polonico), z których biskupstwo pobierało dziesięcinę Nota decimas polonicales.
Od 1742 na skutek wojen śląskich w granicach Królestwa Prus. Po reorganizacji państwa pruskiego w 1816 znalazła się w powiecie grodkowskim rejencji opolskiej. W 1936 roku w ramach kampanii germanizacji nazw miejscowych Tscheschdorf przemianowano na Lärchenhain. 
Od końca XVIII w. wieś posiadała pieczęć gminną, na której wizerunku przedstawiono  trzy skrzyżowane narzędzia rolnicze: sierp, cep, łopata. 
W latach 1975–1998 miejscowość administracyjnie należała do ówczesnego województwa opolskiego.
Z Cieszanowic pochodziła Maria de Hernandez-Paluch (1947-2009), dziennikarka, działaczka "Solidarności" i opozycji antykomunistycznej.

## Zabytki
Do wojewódzkiego rejestru zabytków wpisany jest:
- zespół dworski:
  - dwór, z poł. XVIII w.
  - oficyna, z poł. XVIII w.
  - spichrz, z XVIII/XIX w.
  - pawilon, z XVIII w.
  - park

## Magazyn energetyczny
W Cieszanowicach jest bateryjny magazyn energii elektrycznej firmy Tauron, skojarzony z pobliską elektrownią wiatrową w Lipnikach. Magazyn zbudowany został z wykorzystaniem baterii litowo-tytanowych (LTO) o sprawności 86%, posiadających trwałość 25 tysięcy cykli ładowania i rozładowania. Magazyn ma moc 3 MW oraz pojemność użyteczną 773,66 kWh.